# Acura SUV-X Concept
Acura SUV-X Concept – prototyp SUVa stworzony przez japoński koncern Honda pod amerykańską marką Acura w 2013 roku. Jego prapremiera miała miejsce podczas targów motoryzacyjnych w Szanghaju w 2013 roku. Auto trafić ma do produkcji około 2016 roku.
Jest to prototyp globalnego samochodu sportowo-użytkowego przeznaczonego głównie na rynek chiński, który łączy ostrą stylistykę i duże osiągi z ekologicznością i użytecznością. Pojazd delikatnie stylistyką nawiązuje do model RDX i MDX. Pojazd posiada wyraźne przetłoczenia, cienkie słupki A, ostre krawędzie oraz tylne światła w kształcie litery L. 